# Robert Walker
Robert Hudson Walker (ur. 13 października 1918 w Salt Lake City, zm. 28 sierpnia 1951 w Los Angeles) – amerykański aktor. Odtwórca czarnego charakteru w dreszczowcu Alfreda Hitchcocka Nieznajomi z pociągu (1951), który miał premierę na krótko przed jego przedwczesną śmiercią.
8 lutego 1960 otrzymał własną gwiazdę w Alei Gwiazd w Los Angeles znajdującą się przy 1709 Vine Street.

## Życiorys

### Wczesne lata
Urodził się w Salt Lake City w Utah jako syn Zelli McQuarrie i Horace’a Hudsona Walkera. Jego rodzina miała pochodzenie angielskie i szkockie. Jego rodzice rozwiedli się, gdy Walker był jeszcze dzieckiem. Uczęszczał do elitarnej prywatnej wojskowej szkoły z internatem dla chłopców San Diego Army and Naval Institute w Carlsbad w Kalifornii. Wkrótce zainteresował się aktorstwem, co skłoniło jego ciotkę ze strony matki, Hortense McQuarrie Odlum, wówczas prezeski domu towarowego Bonwit Teller, do pokrycia kosztów studiów na American Academy of Dramatic Arts w Nowym Jorku, które ukończył w 1939. Walker mieszkał w jej domu podczas pierwszego roku w mieście.

### Kariera
W 1943 podpisał kontrakt z wytwórnią MGM i w tym samym roku zagrał swoje pierwsze ważne role w filmach: Bataan i Curie-Skłodowska. Dzięki sukcesowi komercyjnemu obu filmów Walker otrzymał pierwszą główną rolę w filmie pt. See Here, Private Hargrove (1944). Kolejne filmy z jego udziałem: Od kiedy cię nie ma (1944) i 30 sekund nad Tokio (1944) również okazały się kasowymi hitami. W kolejnych latach zagrał m.in. u boku Judy Garland w dramacie Pod zegarem (1945) i z Avą Gardner w komedii Dotknięcie Wenus (1948). W tym czasie zagrał także jedną z głównych ról, obok Katharine Hepburn i Spencera Tracy'ego w filmie Eli Kazana Morze traw (1947). Ukoronowaniem jego aktorskiej kariery była rola u Alfreda Hitchcocka w Nieznajomych z pociągu (1951).

## Życie prywatne
Był trzykrotnie żonaty. W 1939 poślubił aktorkę Jennifer Jones, z którą miał dwóch synów: Roberta Jr. (1940–2019), który został aktorem, oraz Michaela (1941–2007). Para rozwiodła się w 1945; po tym gdy Jones nawiązała romans z producentem Davidem O. Selznickiem. W 1948 przez pięć miesięcy był mężem Barbary Ford, córki reżysera Johna Forda, wobec której jednak stosował przemoc fizyczną, co było jednym z powodów rozwodu pary. Od 1949 do jego śmierci w 1951 jego żoną była aktorka Hanna Hertelendy.
Zmagał się z alkoholizmem i zaburzeniami psychicznymi, a problemy pogłębiły się po bolesnym rozstaniu z Jennifer Jones. W 1948 podjął kilkumiesięczną terapię odwykową w klinice Menninger Institute w Hollywood.
Zmarł w swoim domu 28 sierpnia 1951 w wieku niespełna 33 lat, po podaniu mu przez lekarza psychiatrę leku amobarbitalu, który w połączeniu ze spożytym wcześniej przez aktora alkoholem doprowadził w konsekwencji do jego śmierci. Został pochowany w Ogden w stanie Utah; niedaleko miejsca swego urodzenia.

## Wybrana filmografia
- Dancing Co-Ed (1939) jako chłopak
- Curie-Skłodowska (1943) jako David Le Gros
- Bataan (1943) jako Leonard Purckett
- Od kiedy cię nie ma (1944) jako kapral William G. "Bill" Smollett II
- 30 sekund nad Tokio (1944) jako kapral David Thatcher
- Pod zegarem (1945) jako kapral Joe Allen
- Burzliwe życie Kerna (1946) jako Jerome Kern
- Miłosna piosenka (1947) jako Johannes Brahms
- Morze traw (1947) jako Brock Brewton
- Dotknięcie Wenus (1948) jako Eddie Hatch
- Uwierz mi, proszę (1950) jako Terence Keath
- Dolina zemsty (1951) jako Lee Strobie
- Nieznajomi z pociągu (1951) jako Bruno Antony
- Mój syn John (1952) jako John Jefferson, syn Dana i Lucille